# Ilha de Clipperton
A Ilha de Clipperton (em francês:  Île Clipperton e, às vezes, Île de la Passion) é um atol de coral desabitado (área incluindo a lagoa interior de 7 km², e 2 km 2 de terra emersa) ao norte do Oceano Pacífico, situado a 1300 km a sudoeste do México, a 10° 18′ N, 109° 13′ O.
De relevo muito baixo (média de 4m), o seu ponto mais alto é a Rocha de Clipperton, com 29 m acima do mar, única elevação mais significativa na ilha.
É uma possessão de França que até 2007 era administrada a partir da Polinésia Francesa por um alto comissário da República Francesa, mas desde então está sob administração do ministério francês do ultramar; a sua defesa é de responsabilidade da França.
Apesar de 115 espécies de peixes terem sido identificadas nas águas territoriais da Ilha de Clipperton, a única atividade económica nas redondezas é a pesca do atum. Não existe nenhum outro recurso natural.
Ela está separada cerca de 965 km da Ponta de Tejupan na Baía de Mancanilla, México, o local terrestre mais próximo desta ilha.  A ilha tem a forma de um anel e no seu interior está coberta por uma lagoa. A lagoa tem água acidificada no fundo e é estagnada.
Esta ilha tem um clima tropical, com temperaturas médias de 20–32 °C. A estação das chuvas ocorre entre Maio e Outubro, e a ilha está sujeita a tempestades tropicais. As águas oceânicas em redor da ilha são quentes com corrente de oeste.

## História
Existem várias reivindicações para a primeira descoberta da ilha. O primeiro avistamento possível registrado foi 24 de janeiro de 1521, quando o explorador espanhol nascido em Portugal, Fernando de Magalhães, descobriu uma ilha que ele chamou de San Pablo (São Paulo) depois de virar para o oeste, afastando-se do continente americano durante sua circum-navegação do globo. Em 15 de novembro de 1528, o espanhol Álvaro de Saavedra Cerón descobriu uma ilha que ele chamou de Isla Médanos na região durante uma expedição encomendada por seu primo, o conquistador espanhol Hernán Cortés, para encontrar uma rota para as Filipinas.
Embora San Pablo e Isla Médanos sejam considerados possíveis avistamentos de Clipperton, a ilha foi mapeada pela primeira vez pelo comerciante francês e capitão do navio La Découverte, Michel Dubocage, que chegou à ilha na Sexta-feira Santa, 3 de abril de 1711; ele foi acompanhado no dia seguinte pelo companheiro capitão do navio La Princesse, Martin de Chassiron. A ilha recebeu o nome de Île de la Passion (Ilha da Paixão) já que a data da redescoberta caiu dentro do Tempo da Paixão. Eles elaboraram o primeiro mapa da ilha e a reivindicaram para a França.
Em agosto de 1825, o capitão do mar estadunidense Benjamin Morrell fez o primeiro desembarque registrado em Clipperton, explorando a ilha e fazendo um relatório detalhado de sua vegetação.
O nome comum da ilha vem de John Clipperton, um pirata e corsário inglês que lutou contra os espanhóis durante o início do século XVIII, e que teria passado pela ilha — há relatos que Clipperton teria visitado a ilha em 1704, Algumas fontes afirmam que ele a usou como base para seus ataques à navegação.
Em 1895, a Pacific Islands Company, uma empresa americana, mudou-se para a ilha para recolher guano. Em 1897, o México ocupou a ilha. Em 1906, o México construiu um farol e deixou lá um guarda. Em 1907, o presidente mexicano, general Porfirio Diaz, enviou uma pequena tropa de cerca de dez soldados e suas esposas sob o comando do Capitão Ramon Arnaud, descendente de uma família francesa. A marinha mexicana devia vir e fornecê-los a cada quatro meses. Em 1909, o México solicitou arbitragem internacional ao rei Vítor Emanuel III da Itália sobre a soberania da ilha. A arbitragem foi interrompida pela Primeira Guerra Mundial e só foi proferida em 1931.
A França, o México e os Estados Unidos reivindicaram ou ocuparam este atol. O México não foi capaz de fornecer documentos escritos que comprovam a descoberta anterior da Ilha Clipperton pelos espanhóis, nem os ingleses poderiam fazê-lo por sua vez. Na presença dos únicos elementos de prova escritos fornecidos à arbitragem internacional, nomeadamente os diários de bordo de Michel Dubocage e de Mathieu Martin de Chassiron contendo o primeiro levantamento da ilha, a soberania da França sobre a Ilha Clipperton foi oficialmente reconhecida pela arbitragem proferida pelo Rei de Itália em 1931 em nome do Tribunal Internacional de Haia, um tribunal que tinha sido apreendido pela França e pelo México em 1909.
Embora o ilhéu nunca tenha tido uma população francesa, a soberania francesa foi reconhecida em 28 de janeiro de 1931 pela arbitragem do Tribunal Internacional e do Rei Vítor Emmanuel III da Itália. O Tribunal reconheceu o carácter da terra nullius do território ao tomar posse do território francês, e a sua eficácia. Os únicos documentos escritos que comprovam a anterioridade da descoberta foram os diários de registo de Martin de Chassiron e Michel Dubocage.
O México reconheceu definitivamente a soberania francesa sobre a ilha em 1959.
Em 1944, os Estados Unidos ocuparam a ilha no contexto da Segunda Guerra Mundial. Abrem uma passagem (que fecharam quando saíram) e nivelam uma pista de aterragem que poderia facilmente ser colocada em serviço. Após um protesto da França que tinha acabado de ser libertada, protesto liderado pelo Ministro dos Negócios Estrangeiros francês Georges Bidault em janeiro de 1945, os Estados Unidos devolveram o território à França em 21 de março de 1945.

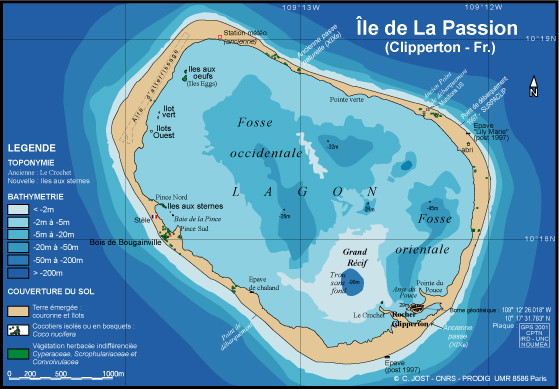
Mapa da Ilha de Clipperton

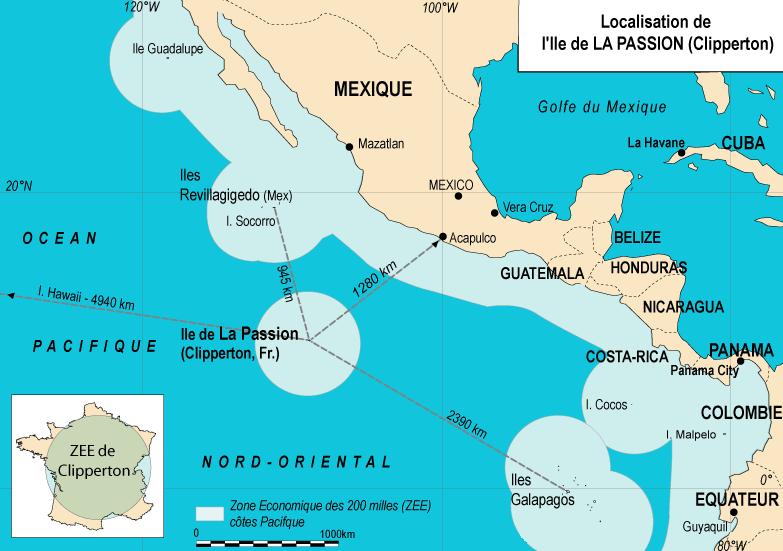
Localização da Ilha de Clipperton